# Świadkowie Jehowy w Rumunii
Świadkowie Jehowy w Rumunii – społeczność wyznaniowa w Rumunii należąca do ogólnoświatowej wspólnoty Świadków Jehowy licząca w 2023 roku 39 723 głosicieli, należących do 528 zborów. Na dorocznej uroczystości Wieczerzy Pańskiej w 2023 roku zgromadziło się 81 896 osób. Działalność miejscowych głosicieli koordynuje Biuro Oddziału w Bukareszcie.

## Historia

### Początki
W Stanach Zjednoczonych Károly Szabó i József Kiss, słuchając wykładów biblijnych Charlesa Taze Russella, przyjęli wierzenia Badaczy Pisma Świętego. Zachęceni przez Russella w 1911 roku, powrócili do miejscowości Tîrgu Mureș w Siedmiogrodzie, aby rozpocząć działalność kaznodziejską. Szabó po dotarciu na miejsce odwiedzał swoich krewnych i przedstawiał im dobrą nowinę. Pierwszą osobą, która pozytywnie zareagowała na jego starania i przyjęła chrzest, była Zsuzsanna Enyedi.
Károly Szabó i József Kiss rozpoczęli organizowanie zebrań religijnych, a dzięki ich uczestnikom wierzenia Badaczy Pisma Świętego docierały również do okolicznych wiosek, gdzie przyjmowały je kolejne osoby. Kiss i Szabó rozszerzyli działalność misyjną na cały Siedmiogród. Wkrótce w gminie Dumbrava ochrzczony został Vasili Costea, posługujący się również językiem węgierskim. Costea podjął pełnoczasową działalność w charakterze kolportera, dzięki czemu docierano również do ludności węgierskojęzycznej.
Jeszcze przed I wojną światową w rodzinne strony do wsi Benesat na północnym zachodzie Siedmiogrodu powróciła też Alexa Romocea. Dość szybko powstała tam niewielka grupa Badaczy Pisma Świętego. Inna grupa powstała w mieście Satu Mare. Kolejną grupę w miejscowości Baia Mare założył Emanoil Chința, który w trakcie I wojny światowej trafił do włoskiego więzienia, gdzie spotkał Badaczy Pisma Świętego odmawiających służby wojskowej. W roku 1919 w Rumunii istniało już 150 małych klas studium Biblii, skupiających ponad 1700 głosicieli oraz zainteresowanych. Szabó i Kiss nie tylko dalej prowadzili działalność kaznodziejską na terenie Siedmiogrodu, ale zaczęli również odwiedzać nowo powstające zbory i grupy. Pomagał im Gavrilă Romocea, bratanek Alexy.
W roku 1914 za odmowę pełnienia służby wojskowej skazano na śmierć i wykonano wyrok na Badaczu Pisma Świętego Ioanie Rusie ze wsi Petreștii de Mijloc. Dwa lata później aresztowano Károlyego Szabó oraz Józsefa Kissa i skazano na 5 lat więzienia za „szerzenie nauk odmiennych od oficjalnie przyjętych”. Jako „niebezpieczni przestępcy” przez 18 miesięcy byli przetrzymywani w więzieniu o zaostrzonym rygorze w miejscowości Aiud. Obaj z więzienia pisali zachęcające listy do współwyznawców z różnych zborów i grup. Zostali zwolnieni w roku 1919.

### Literatura biblijna
W roku 1914, korzystając z usług prywatnej drukarni „Oglinda” (Zwierciadło) w Tîrgu Mureș, zaczęto drukować czasopismo „Strażnica i Zwiastun Obecności Chrystusa” w języku węgierskim. Było to 16-stronicowe wydanie miesięczne. W tej samej drukarni zamawiano również książki i traktaty w języku węgierskim.
W języku rumuńskim literaturę biblijną rozpoczęto wydawać w roku 1916. Ukazała się broszura „Cienie przybytku »lepszych ofiar«” oraz skrócona wersja „Strażnicy” – ośmiostronicowe wydanie Wybrane artykuły ze „Strażnicy”. W drukarni „Cartea Romaneasca” (Rumuńska Księga) wydano również książkę Niebiańska manna, czyli rozmyślania duchowe na każdy dzień w roku dla domowników wiary oraz śpiewnik Pieśni brzasku Tysiąclecia. Od roku 1918 literatura biblijna w języku rumuńskim była drukowana w Detroit w stanie Michigan w Stanach Zjednoczonych. Do kraju sprowadzano czasopismo „Strażnica i Zwiastun Obecności Chrystusa” oraz ukazujące się co miesiąc traktaty z serii „Kazalnica Ludowa”.

### Biuro Oddziału
W 1920 roku do kraju skierowano Rumuna, Jacoba B. Simę (zm. 1946), który nadzorował działalność oraz podjął starania o zalegalizowanie działalności. Spotkał się on z Károlyem Szabó i Józsefem Kissem. Ze względu na trudności lokalowe prowizoryczne biuro urządzono w mieszkaniu współwyznawcy w Klużu (Cluj). W kwietniu 1920 roku w Klużu utworzono rumuńskie Biuro Oddziału Towarzystwa Strażnica, które przez pewien czas nadzorowało działalność kaznodziejską w Rumunii, a także w Mołdawii, w Albanii, w Bułgarii, w Jugosławii i na Węgrzech. Jednym z pracowników Biura Oddziału był Gavrilă Romocea. W tym samym miesiącu w Klużu zarejestrowano „Towarzystwo Biblijne i Traktatowe – Strażnica”.
Na początku lat 20. w trakcie zamieszek antysemickich aresztowano ponad 20 kolporterów. Odebrano im literaturę biblijną oraz brutalnie potraktowano. Jednak zapotrzebowanie na literaturę biblijną rosło, a ceny usług komercyjnych drukarni były coraz wyższe. Dlatego, gdy w Klużu wystawiono na sprzedaż drukarnię „Viata” (Życie) przy ulicy Reginy Marii 36 Biuro Oddziału, za zgodą Biura Głównego zakupiło tę parcelę wraz z dwoma znajdującymi się na niej budynkami. W marcu 1924 roku rozpoczęto prace remontowe. By unowocześnić drukarnię, zakupiono trzy linotypy, dwie maszyny płaskie, jedną maszynę rotacyjną, jedną falcerkę oraz poligraficzną maszynę do złoceń, co gwarantowało wysoki poziom usług drukarskich. Zakład ten zatrudniał 40 osób świeckich, pracujących na trzy zmiany, nad którymi nadzór sprawował jeden z ośmiu członków rodziny Betel.
Literaturę drukowano w języku rumuńskim i węgierskim. W tej drukarni wydawano czasopisma „Strażnica” i „Złoty Wiek” (obecnie „Przebudźcie się!”). W pierwszym roku opublikowano też między innymi książkę „Harfa Boża” oraz pierwszy tom Wykładów Pisma Świętego pod tytułem Boski plan wieków. Dwa lata później wydano również w języku rumuńskim książkę Stworzenie czyli historja biblijna w obrazach – scenariusz „Fotodramy stworzenia”, zawierający 400 slajdów z tej prezentacji.

### Pierwsze zgromadzenia
W roku 1920 w kraju po raz pierwszy zorganizowano większe zgromadzenia – jedno w Brebi w okręgu Sălaj, a drugie w Ocnie Dejului w okręgu Kluż. Do obu tych miejscowości dojeżdżał pociąg, dzięki czemu ze wszystkich stron kraju zjechało się około 500 delegatów. W roku 1921 zbory w kraju odwiedzało sześciu pielgrzymów, dwa lata później było ich ośmiu. W tym gronie byli Onisim Filipoiu oraz Emanoil Chința.

### Nagonka na Badaczy
W 1921 roku duchowni z Bukowiny wnieśli petycję do Ministerstwa Spraw Wewnętrznych oraz do Ministerstwa Sprawiedliwości, domagając się zakazu działalności Badaczy Pisma Świętego. Organizowano kampanie szkalowania, które doprowadzały do indywidualnych i zbiorowych napaści. Sytuacji tej sprzyjało zajmowanie przez duchownych prawosławnych i katolickich stanowisk państwowych. W efekcie skarg duchownych Ministerstwo Wyznań zezwoliło „siłom strzegącym porządku publicznego” uniemożliwianie przeprowadzania zebrań oraz prowadzenie działalności ewangelizacyjnej. Zdarzały się aresztowania pod fałszywym zarzutem zakłócania porządku.
Rezultatem tej nagonki było wydanie pod koniec 1926 roku zakazu publikowania „Strażnicy”. By temu zapobiec, zmieniano tytuł czasopisma. Od 1 stycznia 1927 rok „Strażnica” w języku rumuńskim nosiła tytuł „Secerișul” (Żniwo), następnie „Lumina Bibliei” (Światło Biblijne), a później „Revărsatul zorilo” (Świt). Zaś w języku węgierskim „Strażnica” ukazywała się pod tytułami „Keresztyén zarándok” (Pielgrzym Chrześcijański), potem „Evangélium” (Ewangelia) i w końcu „Mindazok folyóiratja akik Krisztus vérében hisznek” (Pismo Wierzących w Krew Chrystusa).
Dodatkowo w roku 1928 działania Jacoba B. Simy, który odsunął się od zborów, doprowadziły do utraty wszystkich nieruchomości oraz znajdującego się w nich wyposażenia. Spowodowało to utratę zaufania w zborach i częściowe rozproszenie głosicieli. Dlatego w roku 1929 nadzór nad działalnością w Rumunii przejęło niemieckie Biuro Oddziału, a nieco później w tym samym roku – środkowoeuropejskie biuro Towarzystwa Strażnica w Bernie w Szwajcarii (nadzór biura w Szwajcarii trwał do roku 1973). W 1930 roku utworzono rumuńskie Biuro Krajowe, tym razem w Bukareszcie, z którym kontaktowali się nadzorcy działalności z Niemiec i ze Szwajcarii. Na początku lat 30. zbory ponownie aktywnie uczestniczyły w działalności kaznodziejskiej.
Pod koniec trzeciej i na początku czwartej dekady XX wieku, gdy położono większy nacisk na osobiste głoszenie dobrej nowiny, część osób opuściła zbory Badaczy Pisma Świętego. Osoby te utworzyły niezależne zbory. Jednak grupa, która w 1931 roku przyjęła nazwę „Świadkowie Jehowy”, pozostała aktywna w działalności ewangelizacyjnej. W tym roku należało do niej w Rumunii około 2000 głosicieli, którzy w ciągu roku rozpowszechnili 5549 książek i 39 811 broszur religijnych. W następnym roku udostępnili oni 55 632 publikacji biblijnych.

### Rejestracja Towarzystwa Biblijnego
Od 1930 roku nadzorcą rumuńskiego Biura Krajowego został Martin Magyarosi, ochrzczony w roku 1922. Był to Rumun o węgierskich korzeniach pochodzący z Bistrițy w Siedmiogrodzie. Po odbyciu trwającego sześć tygodni szkolenia w niemieckim Biurze Oddziału zorganizował Biuro Krajowe w Bukareszcie. Rumuńskie wydanie „Strażnicy”, które przez pewien czas wydawano w Austrii i w Niemczech, ponownie zaczęto drukować w Rumunii, korzystając z usług bukareszteńskiego wydawnictwa „Cartea de Aur” (Złota Księga).
W 1933 roku uzyskano osobowość prawną pod nazwą Towarzystwo Biblijne i Traktatowe Świadków Jehowy. Miało ono swoją siedzibę w Bukareszcie przy ulicy Crișana 33. Ze względu na sprzeciw organizacji religijnych i politycznych Towarzystwo zostało zarejestrowane jedynie jako instytucja komercyjna, a nie związek wyznaniowy. Mimo wszystko krok ten znacząco sprzyjał rozszerzeniu zakresu działalności ewangelizacyjnej. Wykłady publiczne zaczęto nadawać, korzystając z usług stacji radiowych. W „Strażnicy” podawano tytuły wykładów, pory ich emisji oraz pasma częstotliwości, na których były nadawane.
Na początku lat 30. do Rumunii przyjechał pionier z Grecji Nicu Palius, który prowadził działalność głównie wśród Greków i Ormian. Początkowo usługiwał w Bukareszcie, po czym przeniósł się do Gałacza, a następnie głosił w 20 innych miejscowościach. W działalności kaznodziejskiej zaczęto wykorzystywać również przenośne gramofony i nagrane wykłady biblijne, przygotowane przez Biuro Główne. W 1938 roku sekretarzem rumuńskiego Biura Oddziału został Petre Ranca.

### Represje
Jednak w dalszym ciągu narastał sprzeciw wobec działalności Świadków Jehowy. Przeciwnicy religijni domagali się wprowadzenia zakazu działalności oraz zamknięcia rumuńskiego Biura Krajowego. Na mocy dokumentu z 29 maja 1932 roku „wszelka działalność” Badaczy Pisma Świętego została całkowicie zakazana. Jednak sytuacja prawna na terenie całej przedwojennej Rumunii była zróżnicowana, a sędziowie różnie odnosili się do przepisów prawnych. 8 maja 1935 roku Sąd Apelacyjny w Klużu uznał ten zakaz działalności Świadków Jehowy za niezgodny z konstytucją. Tym niemniej 19 czerwca 1935 o godzinie 20:00 w bukaresztańskim Biurze Krajowym zjawili się policjanci z nakazem sądowym. Skonfiskowali znalezione dokumenty oraz przeszło 12 tysięcy publikacji biblijnych. Ponieważ nakaz okazał się nieważny, zwrócono skonfiskowane materiały.
9 lipca 1935 roku w sprawie sześciu głosicieli aresztowanych za rozpowszechnianie książek „godzących w porządek publiczny i bezpieczeństwo państwa” i skazanych na 15 dni więzienia, Sąd Kasacyjny i Sprawiedliwości (rumuński Sąd Najwyższy) orzekł, że Świadkowie Jehowy prowadzą działalność, nie zakłócając porządku, ich literatura nie stanowi zagrożenia dla porządku publicznego, a ponadto mają prawo dzielić się swoimi poglądami z drugimi. Łącznie w latach 1933–1939 wytoczono rumuńskim Świadkom Jehowy 530 procesów. Wyroki sądów gwarantowały głosicielom konstytucyjne prawa do prowadzenia działalności kaznodziejskiej.
21 kwietnia 1937 roku w monitorze rządowym oraz w prasie ukazało się rozporządzenie Ministerstwa Wyznań, wprowadzające zakaz działalności Świadków Jehowy w Rumunii. Za rozpowszechnianie lub tylko czytanie publikacji Świadków Jehowy groziła kara, a publikacje podlegały konfiskacie. Ponieważ decyzja ta nie miała podstaw prawnych, Świadkowie Jehowy się od niej odwołali. Przed ogłoszeniem wyroku dyktatorską władzę w Rumunii objął król Karol II. W czerwcu 1938 roku wprowadzono nowe rozporządzenie, zakazujące działalności Świadków Jehowy i ponownie złożono odwołanie. Wystosowano też memoriał do króla wyjaśniający, że publikacje Świadków Jehowy mają charakter oświatowo-wychowawczy, nie zachęcają do zakłócania porządku publicznego i nie zawierają żadnych treści wywrotowych. 2 sierpnia 1938 roku nastąpiła rządowa decyzja o zamknięciu Biura Krajowego w Bukareszcie i opieczętowaniu jego pomieszczeń.
Dla Świadków Jehowy nastał czas represji. Wiele osób aresztowano i wtrącano do więzień, czasem także całe rodziny przyłapane na śpiewaniu we własnych domach pieśni Królestwa. Wydawano wyroki od trzech miesięcy do dwóch lat. Podstawą aresztowań były donosy składane przez przeciwników religijnych, którzy by wyśledzić Świadków Jehowy, przebierali się na przykład za robotników czy domokrążnych handlarzy. Zatrzymywano każdego, przy kim znaleziono publikacje Świadków Jehowy.

### Okres II wojny światowej
W efekcie porozumienia pomiędzy Związkiem Radzieckim a Niemcami i podzielenia przez te kraje Europy na strefy wpływów Rumunia została okrojona ze swoich dotychczasowych terytoriów: Węgry przejęły północny Siedmiogród, Związek Radziecki zajął Besarabię i północną Bukowinę, a Bułgaria południową Dobrudżę. Rumunia utraciła około jednej trzeciej zajmowanego terytorium oraz ludności. W roku 1940 wprowadzono w kraju dyktaturę faszystowską pod rządami Iona Antonescu.
W kraju dalej panował zakaz działalności Świadków Jehowy. W tych warunkach niemal zupełnie urwała się korespondencja pomiędzy Świadkami Jehowy w Rumunii a środkowoeuropejskim biurem Towarzystwa Strażnica w Szwajcarii. Martin Magyarosi wraz z żoną Marią z Bukaresztu przeniósł się do Tîrgu Mureș, a małżeństwo Elena i Pamfil Albu, współpracownicy Magyarosich z bukareszteńskiego Biura, wyjechali do Baia Mare. Obie rodziny przystąpiły do reorganizacji działalności ewangelizacyjnej oraz konspiracyjnego wydawania czasopisma „Strażnica”. W Bukareszcie pozostał Teodor Morăraș, który koordynował działalność na okrojonym terytorium Rumunii. Usługiwał w tym charakterze do roku 1941, gdy został aresztowany. Świadkowie Jehowy prowadzili nieoficjalną działalność kaznodziejską oraz organizowali potajemne zebrania.
We wrześniu 1942 roku zatrzymano Martina Magyarosiego, który z więzienia dalej kierował działalnością ewangelizacyjną. Aresztowano również małżeństwo Albu oraz około tysiąca innych Świadków Jehowy. Wielu z nich bito i wypuszczono z więzienia po sześciu tygodniach. Blisko sto osób, w tym kilka kobiet, za zachowywanie chrześcijańskiej neutralności skazano na kary od 2 do 15 lat więzienia, a pięciu głosicieli skazano na karę śmierci, zamienioną później na dożywocie. Mimo brutalnego traktowania w więzieniach, niektórzy przyłączali się do Świadków Jehowy.
Grupę 50 rumuńskich Świadków Jehowy wraz z ponad setką współwyznawców z Węgier przewieziono do obozu pracy w Borze w Serbii. W grupie uwięzionych tam 152 Świadków Jehowy było 15 starszych zboru. W obozie regularnie, trzy razy w tygodniu organizowano zebrania. Inna grupa około 40 Świadków Jehowy w latach 1941–1945 przebywała w obozie koncentracyjnym w miejscowości Şibot w Siedmiogrodzie, gdzie byli zatrudnieni w zakładzie przemysłu drzewnego. Miejscowi głosiciele raz w tygodniu dostarczali do zakładu żywności, która była rozdzielana według potrzeb. W obozie w Şibot jeden z funkcjonariuszy został Świadkiem Jehowy.

### Okres powojenny
Po wojnie wszystkich Świadków Jehowy zwolniono z więzień oraz obozów pracy. Martin Magyarosi powrócił do Bukaresztu i przejął dawną siedzibę Biura Krajowego. W lipcu 1945 roku na siedzibę Biura zakupiono lokal przy ulicy Basarabia 38. Rozpoczęto starania o legalizację działalności, w wyniku których 11 lipca 1945 roku oficjalnie zarejestrowano działalność Stowarzyszenia Świadków Jehowy w Rumunii. Prezesem korporacji prawnej był Pamfil Albu, a działalność nadzorował Martin Magyarosi. Rejestracja umożliwiła organizowanie zebrań oraz zgromadzeń, a także wydawanie literatury biblijnej. W pierwszym roku od zakończenia wojny wydrukowano w Rumunii blisko 870 tysięcy broszur i ponad 85,5 tysiąca egzemplarzy czasopisma „Strażnica”. Chrzest przyjęło 1630 osób.
W miastach Baia Mare, Kluż, Tîrgu Mureș i Ocna Mureș zorganizowano wiele zgromadzeń, na które zapraszano mieszkańców wsi i miasteczek. W czerwcu 1945 roku na takim zgromadzeniu w Baia Mare zorganizowano chrzest, który przeprowadzono w rzece Lăpușul, dziesięć kilometrów za miastem. Przyjęło go 118 osób. W Tîrgu Mureș wynajęto teatr na 3000 miejsc, jednak przybyło tyle osób, że na zewnątrz teatru trzeba było zainstalować głośniki dla tych, którzy nie zmieścili się w środku. W zgromadzeniu uczestniczyli też miejscowi notable.
W dniach 28 i 29 września 1946 roku zorganizowano pierwsze ogólnokrajowe zgromadzenie Świadków Jehowy w Rumunii pod hasłem „Weselące się narody”, które odbyło się w Bukareszcie w Arenele Romane. Specjalnym pociągiem do stolicy przybyło sporo ponad tysiąc delegatów z najdalszych części Rumunii. Podczas programu ogłoszono, że czasopismo „Strażnica” w języku rumuńskim i węgierskim znowu będzie się ukazywać jako dwutygodnik, a wśród zgromadzonych rozprowadzono 1000 egzemplarzy pierwszego wydania. 29 września w programie zgromadzenia uczestniczyło około 15 tysięcy osób. Programu wysłuchali również prokurator generalny, sekretarz ministra spraw wewnętrznych, oficerowie policji oraz grupa księży prawosławnych. Inni duchowni planowali w pobliżu eksplozję beczek z benzyną. Z pomocą policji udało się udaremnić ten plan.
W 1946 roku zorganizowano pomoc dla współwyznawców mieszkających na wschodzie Rumunii dotkniętej klęską głodu. Świadkowie Jehowy z regionów kraju, które mniej ucierpiały w następstwie wojny, słali żywność, odzież i pieniądze potrzebującym. Również współwyznawcy ze Stanów Zjednoczonych, Szwajcarii, Szwecji i innych krajów pośpieszyli z pomocą, wysyłając w sumie pięć ton żywności.
W styczniu 1947 roku Biuro Krajowe urządzono w domu zainteresowanego w Bukareszcie przy ulicy Alion 38. Oficjalnie Biuro dalej mieściło się przy ulicy, jednak ze względu na zagrożenie ze strony komunistów pozostawiono tam tylko stare meble. Pamfil Albu oraz Martin Magyarosi usługiwali jako nadzorcy okręgów. W roku 1947 zaplanowano wizytę Haydena C. Covingtona z Biura Głównego oraz Alfreda Rütimanna ze szwajcarskiego Biura Oddziału. Planowano w tym czasie zorganizować zgromadzenie. Ponieważ jednak Covington nie otrzymał wizy, Rumunię odwiedził sam Rütimann. Postanowiono wprowadzić w zborach teokratyczną szkołę służby kaznodziejskiej oraz w częściach wydać podręcznik „Teokratyczna pomoc dla głosicieli Królestwa” w językach rumuńskim i węgierskim. W sierpniu i wrześniu 1947 roku Rütimann wraz z Martinem Magyarosi odbyli podróż po Rumunii, odwiedzając zbory i przedstawiając program odwołanego kongresu. W trakcie podróży odwiedzili 19 miejscowości, przemawiając do 4504 głosicieli i zainteresowanych z 259 zborów.

### Zakaz działalności
W roku 1948 utrzymywanie łączności z Biurem Głównym zostało znacznie utrudnione, wysyłano tylko zaszyfrowane informacje na kartkach pocztowych.
8 sierpnia 1949 roku Ministerstwo Sprawiedliwości wydało nakaz zamknięcia Biura Krajowego oraz konfiskaty znajdującego się w nim mienia. Świadkowie Jehowy zaczęli działać nieoficjalnie. Jeszcze przed zakazem literatura biblijna została porozdzielana do 20 składów rozrzuconych po całej Rumunii. Świadkom Jehowy zarzucano wysługiwanie się „amerykańskim imperialistom”. Na początku lat 50 aresztowano wiele osób, stawiając im zarzut szpiegostwa. Niektóre osoby poddawano torturom, by wymusić „przyznanie się do winy”.
W roku 1950 przed sądem postawiono razem Martina Magyarosiego, Pamfila Albu i Petre Rancę. Martin Magyarosi, mający już blisko 70 lat, został aresztowany w styczniu 1950 roku i osadzony w więzieniu w mieście Gherla w Siedmiogrodzie, gdzie zmarł pod koniec 1951 roku. Petre Ranca (zm. 1991), kilka razy aresztowany i skazywany, w najcięższych więzieniach w miejscowościach Aiud, Gherla i Jilava spędził 17 lat. Po wyjściu na wolność wyznaczono mu dodatkowo trzyletni areszt domowy w okręgu Gałacz.
W roku 1955 rząd ogłosił amnestię i większość Świadków Jehowy wyszła na wolność. Jednak lata 1957–1964 przyniosły nową falę prześladowań i aresztowań. Niektórych w tym okresie skazano nawet na dożywocie. Próbowano też zmusić niektórych nadzorców do współpracy z Securitate, przeciągając na swoją stronę co najmniej jednego nadzorcę, pełniącego odpowiedzialne zadania. Mimo tej sytuacji w 1958 roku zanotowano liczbę 5288 Świadków Jehowy, ochrzczono 395 osób, a na Pamiątce obecnych było 8549. Kolejną amnestię ogłoszono w roku 1964. Wkrótce jednak rozpoczął się kolejny okres wzmożonych aresztowań w latach 1968–1974.
W okresie zakazu przekazywano głosicielom aktualne wskazówki, pochodzące zarówno ze szwajcarskiego Biura Oddziału, jak i z Biura Głównego za pomocą listów oraz artykułów ukazujących się na łamach Służby Królestwa. Informacje do nadzorców podróżujących i starszych zboru Komitet Kraju wysyłał potajemnie za pośrednictwem zaufanych kurierów. Kurierzy przekazywali również listy i sprawozdania do Biura w Szwajcarii.

### Działania Securitate
By zmusić Świadków Jehowy do uległości, komuniści posługiwali się donosicielami, zdrajcami, kłamliwą propagandą, posuwali się także do tortur i grożenia śmiercią. W mieszkaniach instalowano podsłuchy. Securitate wprowadzała do zborów swoich agentów, którzy udając zainteresowanych Biblią starali się z czasem obejmować odpowiedzialne funkcje w zborach. Doprowadzili oni do licznych aresztowań. Jeden z takich agentów, Sav Gabor, przez pewien czas zajmował odpowiedzialne stanowisko, przysparzając wiele problemów, zanim został zdemaskowany w 1969 roku. Rumuńska prasa zamieszczała propagandowe artykuły, w których zarzucano Świadkom Jehowy działalność polityczną pod płaszczykiem religii, mającą mieć wywrotowy charakter wobec krajów obozu socjalistycznego. Apelowano do czytelników, by zgłaszali władzom nazwiska tych, którzy głoszą nauki Świadków Jehowy.
Inną metodą stosowaną przez Securitate, a mającą zmusić aresztowanych Świadków Jehowy do mówienia, było podawanie aresztowanym środków chemicznych, oddziałujących na mózg i system nerwowy. Powodowały one zaburzenia równowagi, przewlekłą bezsenność, brak koncentracji, trudności z mówieniem, a w końcu zanik smaku, chroniczny rozstrój żołądka oraz wiotczenie stawów. Agenci Securitate stosowali także różne tortury psychiczne. Ponadto uwięzionym obiecywano wolność za ujawnienie nazwisk współwyznawców oraz miejsc zebrań.
Świadków Jehowy jako osoby niepopierające systemu komunistycznego wtrącano do obozów, zwalniano z miejsc pracy. W obozach pracy urządzano potajemne zebrania dla małych grup. Literaturę biblijną czy pojedyncze kartki z Biblii przemycano w paczkach żywnościowych. W trakcie przeszukań mieszkań Świadków Jehowy niszczono bądź zabierano wartościowe mienie. Presję wywierano również na dzieci nienależące do młodzieżowych organizacji komunistycznych, które były wydalane ze szkół, a czasem nawet próbowano robić z nich informatorów Securitate. Szczególnej presji poddawano młodych Świadków Jehowy odmawiających pełnienia służby wojskowej. Byli oni z tego powodu kilkakrotnie aresztowani, uwięzieni i skazywani. Po wyjściu na wolność procedura ta się powtarzała.
Działania Securitate doprowadziły do powstania grupy głosicieli z nieufnością odnoszącej się do większej części społeczności utrzymującej łączność z Biurem Głównym i mianowanym przez nie przedstawicielem. W rezultacie przez kilkadziesiąt lat grupa ta działała oddzielnie korzystając ze starszych publikacji. Liczyła ona blisko 5000 głosicieli. Od czasu do czasu podejmowano próby by zjednoczyć tę grupę jednak byli oni zbyt nieufni w stosunku do grupy utrzymującej łączność z Biurem Głównym.

### Powolne zmiany sytuacji Świadków Jehowy
W marcu 1970 roku nasilające się prześladowania rumuńskich Świadków Jehowy skłoniły członków Ciała Kierowniczego do wystosowania czterostronicowego listu do ambasadora Rumunii w Stanach Zjednoczonych. W czerwcu 1971 roku skierowano sześciostronicowy list do przewodniczącego Rady Państwa Nicolae Ceaușescu. Wyjaśniono w nich postawę, jaką Świadkowie Jehowy zachowują na całym świecie, wyrażono troskę o współwyznawców oraz wskazano drastyczne przykłady osób wyjątkowo okrutnie traktowanych ze względu na swoją wiarę. W 1975 roku, gdy Rumunia została sygnatariuszem Aktu końcowego helsińskiej Konferencji Bezpieczeństwa i Współpracy w Europie (KBWE), sytuacja Świadków Jehowy w Rumunii zaczęła się nieco poprawiać. Odtąd aresztowano i osadzano w więzieniach tylko osoby odmawiające pełnienia służby wojskowej.
W 1973 roku nadzór nad działalnością w Rumunii objęło austriackie Biuro Oddziału, zastępując Biuro Oddziału w Szwajcarii.
W 1980 roku w Negrești-Oaș uzyskano oficjalną zgodę na budowę Sali Królestwa. Stało się to możliwe dzięki złożeniu pozwolenia na budowę lokalu dla zebrań członków krajowego związku pszczelarzy. Na otwarcie sali zaplanowano kilkugodzinny program. W celu jego przeprowadzenia postarano się o zezwolenie na urządzenie dożynek. W ten sposób w programie zgromadzenia z okazji oddania Sali Królestwa udział wzięło ponad 3000 Świadków Jehowy. Sala ta nazywana Salą Pszczelą służyła Świadkom Jehowy do 1993 roku. Od 1986 roku na mocy nowej konstytucji w mieszkaniach prywatnych bez przeszkód zaczęto urządzać zebrania religijne.
W latach 80. zaczęto organizować spotykania religijne, w których uczestniczyły czasem nawet tysiące osób. Okazjami do nich były wesela i pogrzeby. Podczas takich wesel w dogodnym miejscu wsi rozbijano wielki namiot dekorowany kobiercami z wyhaftowanymi scenami oraz wersetami biblijnymi. Dla „gości weselnych” ustawiano stoły i krzesła. Program takich zgromadzeń rozpoczynał się przemówieniem dostosowanym zależnie od okoliczności do ślubu lub pogrzebu. Później następowały wykłady na różne tematy biblijne. Inne zgromadzenia organizowano podczas wycieczek na świeżym powietrzu. Urządzano nawet dramaty kostiumowe.
W połowie lat 70. zaczął odwiedzać Rumunię Gerrit Lösch, należący wówczas do austriackiego Komitetu Oddziału (późniejszy członek Ciała Kierowniczego). W roku 1988 dwukrotnie do Rumunii przyjechali przedstawiciele Ciała Kierowniczego, Teodor Jaracz i Milton G. Henschel, którym towarzyszył Gerrit Lösch oraz tłumacz Jon Brenki, należący do nowojorskiej rodziny Betel. Wizyty te przyczyniały się do utrzymywania jedności w zborach i umacniania ich.
W czasie jednej z wizyt Teodora Jaracza, członka Ciała Kierowniczego, przedstawicielom odseparowanej grupy przedstawiono propozycję spotkania w celu omówienia połączenia z grupą utrzymującą łączność z Biurem Głównym. Grupę tę reprezentował jako jej przewodniczący Pamfil Albu oraz czterech starszych. Spotkali się oni z Gerritem Löschem, Teodorem Jaraczem i członkami rumuńskiego Komitetu Kraju. Mimo wielu nieporozumień z przeszłości wynikających z działań Securitate, w czasie dwudniowego spotkania udało się wyjaśnić nieporozumienia i postanowiono zjednoczyć obie grupy. Dzięki temu blisko 5000 głosicieli ponownie zjednoczyło się z organizacją. Grupa separatystyczna przyłączyła się do zborów utrzymujących łączność z Biurem Głównym.

### Wydawanie literatury biblijnej w czasach zakazu
Literaturę biblijną przemycano do Rumunii najczęściej w językach angielskim, francuskim, niemieckim lub włoskim. Rzadko była to literatura w języku rumuńskim lub węgierskim. Była ona dostarczana przez kurierów, którymi byli na przykład zagraniczni turyści, studenci uczący się w Rumunii bądź Rumuni wracający z podróży. Tłumaczenia na miejscowe języki (w tym ukraiński używany na północy Rumunii) dokonywało nieliczne grono osób rozrzuconych po całym kraju. Ręcznie pisany tekst dostarczano do miejscowości Bistrița, gdzie przeprowadzano jego korektę. Raz albo dwa razy w roku tłumacze i korektorzy organizowali spotkania, na których omawiano różne kwestie związane z pracą. Osoby wytropione przez policję czekały rewizje, przesłuchania, pobicia i zatrzymanie, a czasem więzienie. W celu zastraszenia proces powtarzano wielokrotnie. Agentom udało się wytropić sporą grupę tłumaczy.
W latach 50. XX wieku najbardziej dostępną formą powielania literatury biblijnej było ręczne przepisywanie. Pod koniec lat 50. zaczęto posługiwać się ręcznymi powielaczami, zwanymi „młynkami”. Tajne drukarnie urządzano w mieszkaniach prywatnych w wielu miastach i miasteczkach. Urządzenia do drukowania przechowywano w ukrytych, dźwiękoszczelnych pomieszczeniach. Wśród drukowanych publikacji były czasopisma „Strażnica” i „Przebudźcie się!” oraz teksty dzienne. Pracę tę wykonywano zazwyczaj w soboty i niedziele. Kilkanaście sztuk ręcznych powielaczy wykorzystywanych w całym kraju wykonano we własnym zakresie, wzorując się na modelu sprowadzonym z Austrii. Pod koniec lat siedemdziesiątych udało się zdobyć kilka arkuszowych powielaczy offsetowych, z których korzystano jednak dopiero od roku 1985. Poprawiły one jakość druku oraz zwiększyły ilość drukowanych publikacji. Z dużą ostrożnością nabywano papier, gdyż przy nabyciu każdej ryzy papieru należało podać jej przeznaczenie. Gotową literaturę starano się jak najszybciej rozdzielić i ostrożnie dostarczyć we właściwe miejsca ze względu na częste kontrole drogowe.

### Ponowna legalizacja
9 kwietnia 1990 roku Sąd Pierwszej Instancji w Bukareszcie przywrócił legalizację Organizația Religioasă „Martorii lui Iehova” (Organizacja Religijna Świadków Jehowy), liczącej wtedy około 17 tysięcy rumuńskich głosicieli. Wkrótce zorganizowano zgromadzenia obwodowe, w których uczestniczyło ponad 44 tysiące osób. W ciągu roku liczba głosicieli przekroczyła 19 tysięcy. W 1990 roku 2000 delegatów rumuńskich Świadków Jehowy uczestniczyło w kongresie międzynarodowym pod hasłem „Czysta mowa”, przeprowadzonym w Budapeszcie na Węgrzech również w języku rumuńskim. Dwa tygodnie później w miejscowościach Braszów i Kluż-Napoka zorganizowano zgromadzenia okręgowe, w których uczestniczyli członkowie Ciała Kierowniczego Teodor Jaracz oraz Milton G. Henschel. Uczestniczyło w nich ponad 36 tysięcy osób, a 1445 ochrzczono. W okresie tym w Rumunii działalność nadzorował Komitet Kraju, podlegający pod austriackie Biuro Oddziału. W 1995 roku, po 66 latach przerwy, w Rumunii ponownie powołano samodzielne Biuro Oddziału.
Po krachu gospodarczym rumuńscy Świadkowie Jehowy otrzymali od współwyznawców z Austrii, Czechosłowacji, Jugosławii i Węgier przeszło 70 ton żywności i odzieży. Część tych rzeczy rozdzielono wśród osób niebędących Świadkami Jehowy. Wraz z pomocą humanitarną zaczęły napływać również publikacje biblijne. Od 1 stycznia 1991 roku zaczęła się ukazywać wydawana techniką wielobarwną edycja rumuńskiego wydania „Strażnicy”, wydawana równocześnie z wersją angielskim.
W roku 1990 z włoskiego Biura Oddziału do Rumunii skierowano Roberto Franceschetti (absolwenta 43 klasy Szkoły Gilead z roku 1967) oraz Andrea Fabbiego. W tym czasie w kraju działało 42 nadzorców podróżujących, usługujących w małych obwodach liczących 6 lub 7 zborów. Wkrótce zaproszono absolwentów Kursu Usługiwania z Austrii, Francji, Niemiec, Stanów Zjednoczonych i Włoch. W 1992 roku opublikowano po rumuńsku „Poradnik dla teokratycznej szkoły służby kaznodziejskiej”, dzięki czemu teokratyczną szkołę służby kaznodziejskiej organizowano we wszystkich zborach. W roku 1993 wprowadzono Kurs Służby Pionierskiej. Później wprowadzono też Kurs Służby Królestwa, a w roku 1999 Kurs Usługiwania, na który zapraszano również głosicieli z Ukrainy i Mołdawii władających językiem rumuńskim.
W 1996 roku pod wpływem duchownych prawosławnych odwołano kongres międzynarodowy pod hasłem „Posłańcy pokoju Bożego”, który miał się odbyć w stolicy. Dwa mniejsze zgromadzenia okręgowe zorganizowano w Braszowie i Klużu-Napoce oraz dwa niewielkie zgromadzenia w Bukareszcie i Baia Mare). Ogółem uczestniczyło w nich 40 206 osób, a 1679 zostało ochrzczonych. W prasie, pomimo nagonki duchownych, ukazały się pozytywne recenzje.
W 1998 roku otwarto nową siedzibę Biura Oddziału, która dwa lata później została rozbudowana. Na tej samej parceli zbudowano również kompleks trzech Sal Królestwa. W 2005 roku w Komitecie Oddziału usługiwali: Daniele Di Nicola, Jon Brenca, Gabriel Negroiu, Dumitru Oul i Ion Roman. 29 i 30 maja 1999 roku oddano do użytku trzy kompleksy Sal Królestwa. W Klużu-Napoce otwarto kompleks czterech Sal, a w innym miejscu w tym mieście – dwóch Sal. Następnego dnia w Tîrgu Mureș otwarto kompleks siedmiu Sal Królestwa. W 2004 roku w Negrești-Oaș została oddana do użytku pierwsza w kraju Sala Zgromadzeń, która może pomieścić w głównej auli 2000 osób oraz dodatkowo 6000 w amfiteatrze. Okolicznościowe przemówienie po rumuńsku wygłosił Gerrit Lösch. W lipcu 2003 roku, jeszcze przed oficjalnym otwarciem, zorganizowano w niej zgromadzenie okręgowe, z którego skorzystało 8572 osób. W przedsięwzięciu budowlanym uczestniczyło przeszło 90 zborów, należących do 5 obwodów. Wkrótce powstała druga, w miejscowości Turda.

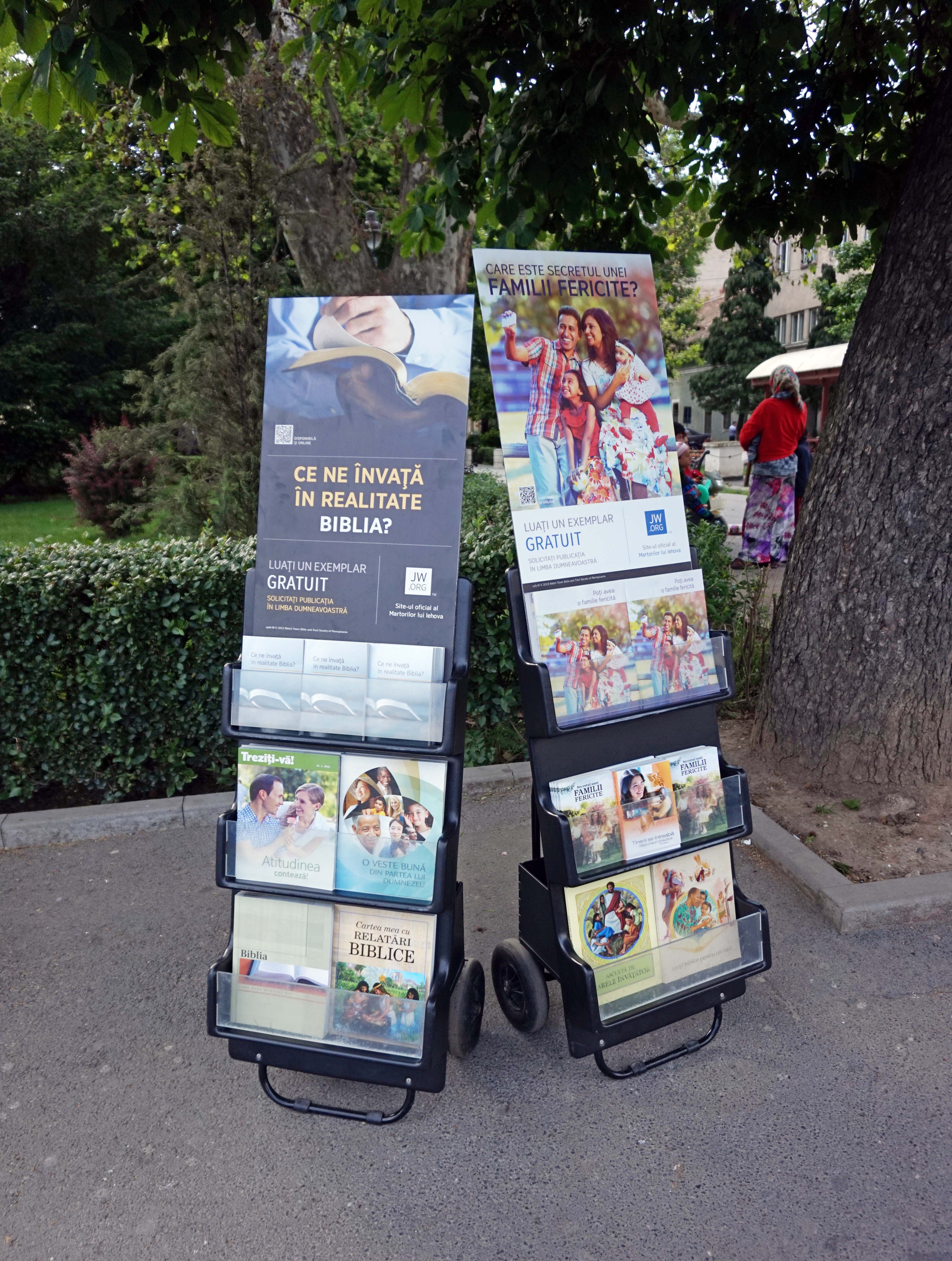
Działalność kaznodziejska z publikacjami Świadków Jehowy w Sybinie

W roku 2000 podczas programu zgromadzenia okręgowego pod hasłem „Wykonawcy słowa Bożego” ogłoszono wydanie Chrześcijańskich Pism Greckich w Przekładzie Nowego Świata w języku rumuńskim. Pełne wydanie Pisma Świętego w Przekładzie Nowego Świata ukazało się w roku 2006.
22 maja 2003 roku Minister Kultury i Wyznań wydał rozporządzenie nr 2657, potwierdzające status Świadków Jehowy jako związku wyznaniowego. 28 października 2003 roku Sąd Apelacyjny w Bukareszcie orzeczeniem numer 1756 zobowiązał rząd Rumunii do objęcia Świadków Jehowy przepisami podatkowymi dotyczącymi uznanych religii. W marcu 2006 roku dzięki orzeczeniom Europejskiego Trybunału Praw Człowieka osiągnięto porozumienie z rządem dotyczące przyznania Świadkom Jehowy takich samych praw i obowiązków, jakie przysługują innym oficjalnie uznanym związkom wyznaniowym. 11 lipca 2006 roku Europejski Trybunał Praw Człowieka wydał korzystny dla Świadków Jehowy wyrok w 15 sprawach pomiędzy Świadkami Jehowy i władzami Rumunii. 18 czerwca 2008 roku rząd na mocy decyzji nr 658 zatwierdził nowy statut oraz zasady funkcjonowania Organizacji Religijnej Świadków Jehowy.
W 2007 roku działalność kaznodziejską prowadziło 38 544 głosicieli. Na uroczystości Wieczerzy Pańskiej (Pamiątce) zebrało się 81 637 osób. W 2010 i 2011 do kraju przybyli kolejni misjonarze Szkoły Gilead. W 2012 osiągnięto liczbę 40 141 głosicieli. Zorganizowano pomoc w odbudowie domów Świadków Jehowy zniszczonych przez powódź. Na kongresach regionalnych pod hasłem „Naśladujmy Jezusa!” w 2015 roku, zorganizowanych w 10 miastach, obecnych było ponad 46 000 osób.
W czasie dwumiesięcznej kampanii ewangelizacyjnej na terenach nieprzydzielonych zbiorom, działali w 1359 miejscowościach zamieszkanych przez około 1,8 miliona mieszkańców.
W dniach od 20 do 24 kwietnia 2016 roku na targach książki Gaudeamus, zorganizowanych w mieście Kluż-Napoka, Świadkowie Jehowy wystawili stoisko prezentujące publikacje biblijne i materiały z serwisu jw.org. Stoisko to odwiedziły tysiące osób. W tym samym mieście w dniach od 18 do 20 sierpnia 2017 roku odbył się kongres specjalny pod hasłem „Nie poddawaj się!” z udziałem delegacji z Rumunii, z Bułgarii, z Grecji, z Mołdawii, z Polski, ze Stanów Zjednoczonych, z Ukrainy i z Węgier. W lipcu 2018 roku w ukraińskim Lwowie odbył się kongres specjalny pod hasłem „Bądź odważny!” z udziałem delegacji z Rumunii, a w 2019 roku w kongresach międzynarodowych pod hasłem „Miłość nigdy nie zawodzi!” w Atlancie, Buenos Aires i Utrechcie.
W 2019 roku przeprowadzono specjalną kampanię ewangelizacyjną na 85% terenów nieprzydzielonych zborom. W tym samym roku głosiciele prowadzili przeszło 22 tysiące bezpłatnych kursów biblijnych. W 2021 roku osiągnięto liczbę 39 785 głosicieli, a na uroczystości Wieczerzy Pańskiej zebrało się 100 121 osób.
Od 24 lutego 2022 roku rozpoczęto organizowanie pomocy dla Świadków Jehowy z Ukrainy, uchodźców – ofiar inwazji Rosji.
19 kwietnia 2020 roku na specjalnym zebraniu w Biurze Oddziału w Bukareszcie ogłoszono wydanie zrewidowanej wersji Pisma Świętego w Przekładzie Nowego Świata w języku rumuńskim. W związku z pandemią COVID-19 program został transmitowany do wszystkich zborów w Rumunii oraz Mołdawii. Był także tłumaczony na język węgierski, romani i rumuński język migowy. Program obejrzało ponad 69 000 osób (w tym 54 197 osób w Rumunii). Na całym świecie językiem rumuńskim posługuje się ponad 65 000 Świadków Jehowy. W latach 2006–2020 wydrukowano ponad 900 tysięcy egzemplarzy Pisma Świętego w Przekładzie Nowego Świata w języku rumuńskim.
1 do 3 września 2023 roku odbył się pierwszy kongres regionalny pod hasłem „Okazujcie cierpliwość!”. W programie uczestniczył członek Ciała Kierowniczego Gage Fleegle.
26 sierpnia 2023 roku oddano do użytku Salę Zgromadzeń w Turdzie i trzy nowe budynki Biura Oddziału w Bukareszcie. Z tej okazji nazajutrz na stadionie w Klużu-Napoce przedstawiono specjalny program, w którym wziął udział członek Ciała Kierowniczego Gage Fleegle. Obecnych było 23 968 osób. Program tłumaczono na 7 języków i transmitowano do wszystkich zborów w Rumunii i Ukrainie. W sumie skorzystało z niego 121 411 osób.
W 2024 roku delegacje z Rumunii brały udział w kongresach specjalnych pod hasłem „Głośmy dobrą nowinę!” w Bułgarii i na Węgrzech.
Zebrania religijne odbywają się w językach: rumuńskim, angielskim, arabskim, francuskim, rosyjskim, węgierskim, rumuńskim migowym, romani, tureckim i wietnamskim, a kongresy regionalne i zgromadzenia obwodowe w j. rumuńskim i węgierskim. W roku 2016 Świadkowie Jehowy w Rumunii zgromadzali się w 317 Salach Królestwa. Działalność jest również prowadzona na terenie więzień (w okresie pandemii COVID-19 za pomocą wideokonferencji).

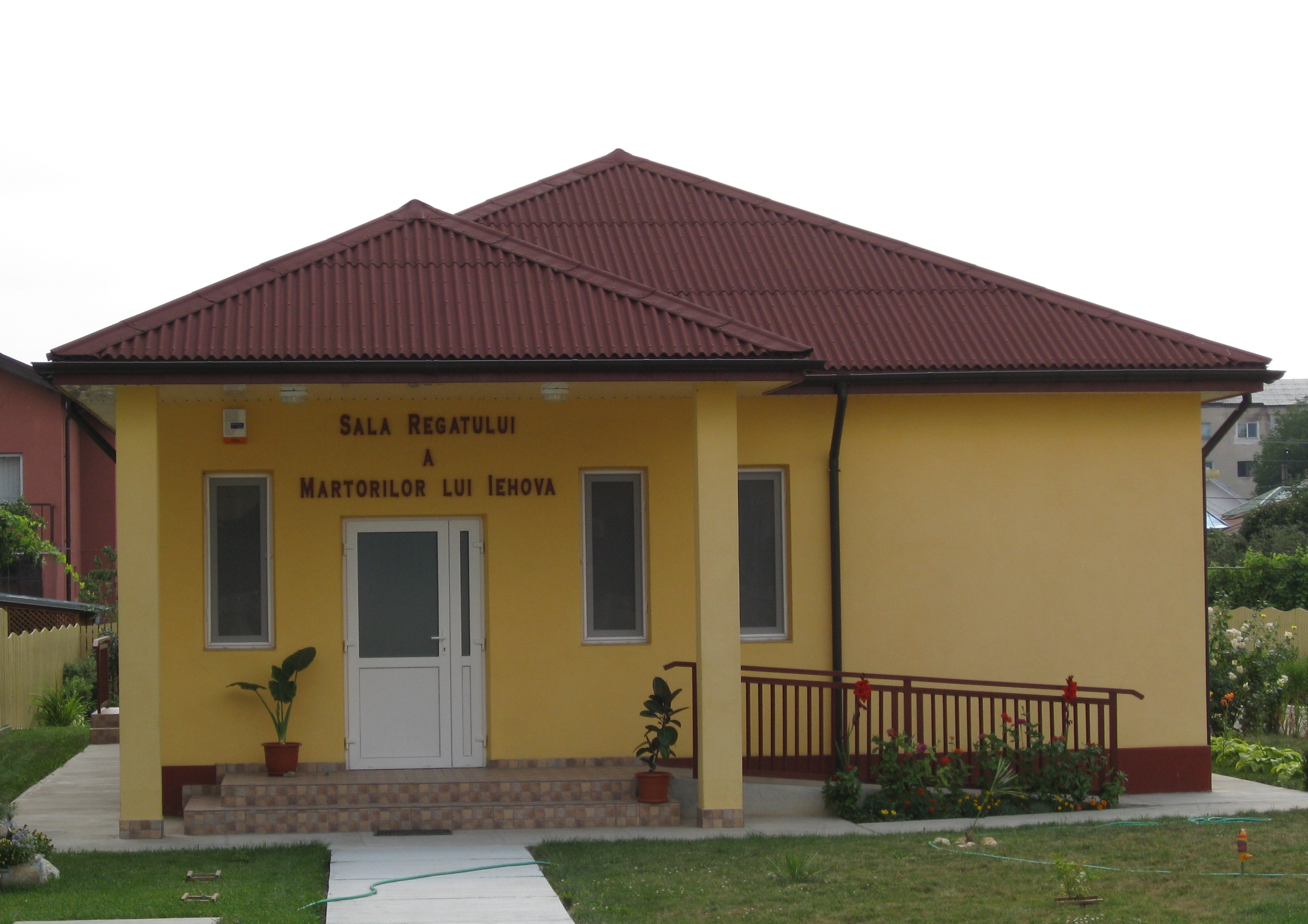
Miejscowe zbory korzystają z Sal Królestwa. Na zdjęciu: w Târgoviște
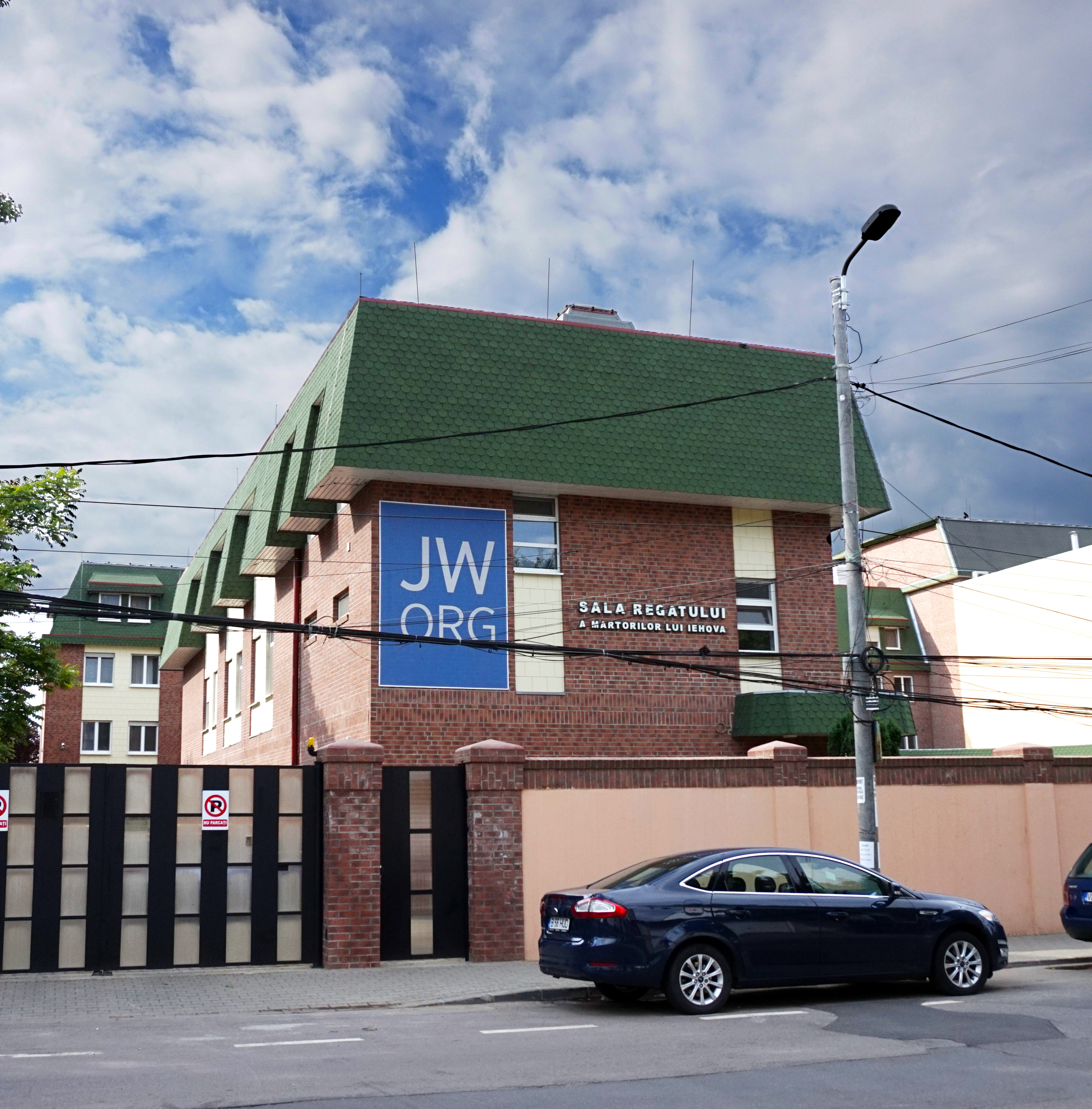
... na jednym z osiedli w Bukareszcie
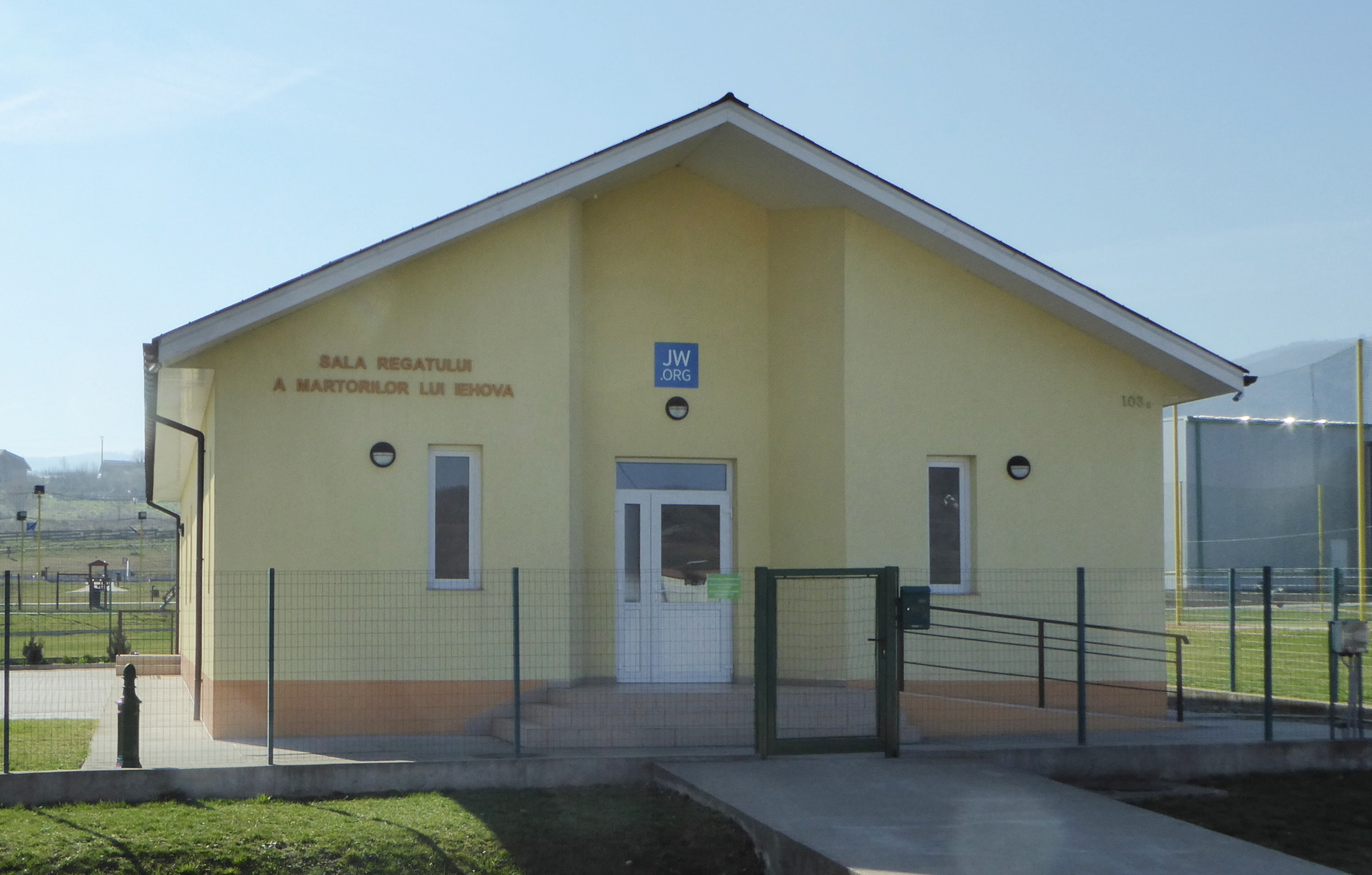
... w Cisnădie
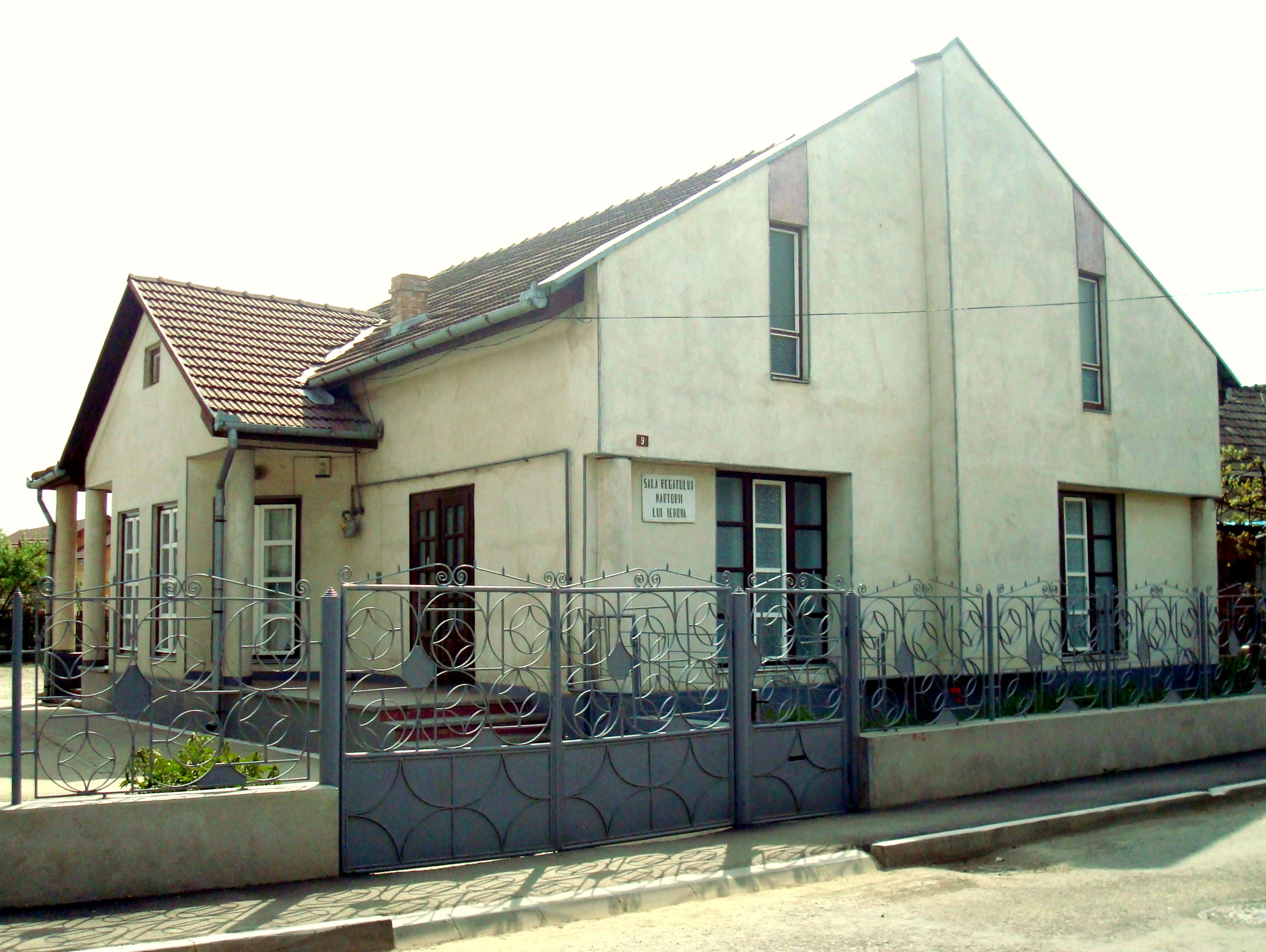
... w Turdzie
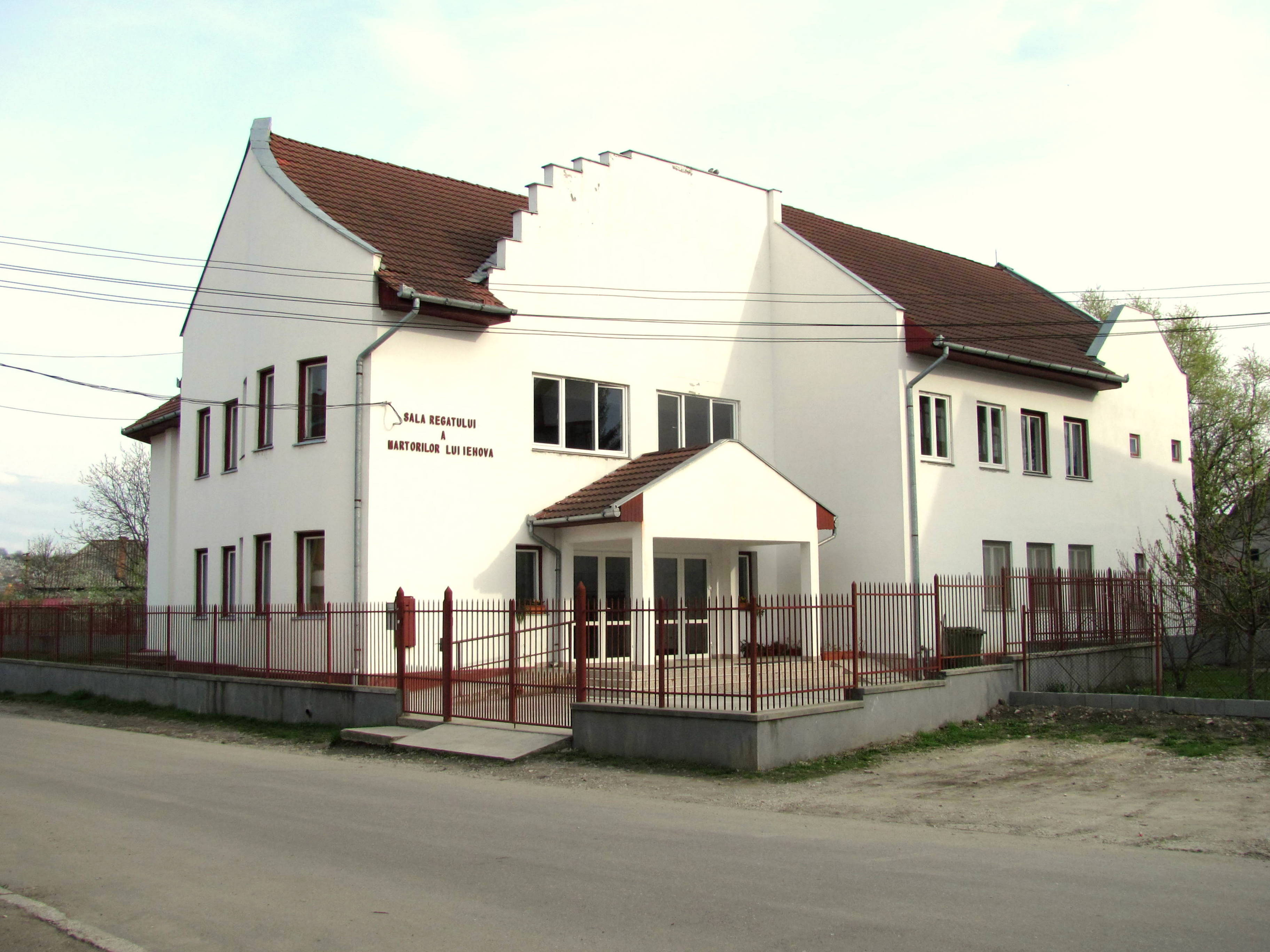
... i kolejna w tym mieście